# Petrel antarktyczny
Petrel antarktyczny (Thalassoica antarctica) – gatunek średniej wielkości ptaka morskiego z rodziny burzykowatych (Procellariidae).
TaksonomiaJedyny przedstawiciel monotypowego rodzaju Thalassoica. Nie wyróżnia się podgatunków.
Nazwa „petrel” pochodzi od imienia Piotra Apostoła i jego nieudanej próby chodzenia po wodzie, opisanej w Ewangelii Mateusza (14, 28–31).
MorfologiaMierzy 43–45 cm. Jego grzbiet, głowa, szyja, pokrywy skrzydłowe, zewnętrzne lotki pierwszego rzędu, dolna krawędź skrzydła oraz końce sterówek są ciemnobrunatne; reszta ciała biała. Dziób i nogi są bardzo ciemne, niemal czarne.
WystępowaniePtak ten jest szeroko rozprzestrzeniony na południowej półkuli od południowych krańców Ameryki Południowej i Australii po Antarktydę. Zasięg jego występowania obejmuje około 77,5 mln km². Kolonie rozrodcze znajdują się wyłącznie na Antarktydzie – na wychodniach na wybrzeżu, przybrzeżnych wyspach, a także w głębi lądu na nunatakach – szczytach wznoszących się ponad powierzchnię lądolodu. Znane są jego kolonie rozrodcze m.in. z Gór Thiela.
Ekologia i zachowanieŻywi się głównie krylem, rybami i drobnymi kałamarnicami, łowionymi zwykle z powierzchni wody. Może atakować również mniejsze pingwiny.
Gniazduje na wolnych od śniegu i lodu klifach morskich oraz ścianach skalnych. Gniazdo, zbudowane z kamyków i odłamków skał, umieszcza w szczelinie lub zagłębieniu skalnym. Samica składa 1 jajo, które jest wysiadywane na zmianę przez oboje rodziców. Inkubacja trwa około 5 tygodni.
StatusPetrel antarktyczny jest klasyfikowany przez Międzynarodową Unię Ochrony Przyrody jako gatunek najmniejszej troski (LC – Least Concern). W 2004 roku jego populację oceniano na 10–20 mln osobników. Trend liczebności populacji uznawany jest za stabilny, gdyż brak dowodów na spadki liczebności.